# Catasticta nimbice
Catasticta nimbice é uma borboleta da família Pieridae. Pode ser encontrada da Costa Rica até ao norte do México. Raras aglomerações de espécimes podem ser encontradas tão a norte quanto as Montanhas Chisos, no oeste do Texas.
As larvas alimentam-se de parasitas, incluindo espécies de Strutantus e Phoradendron velutinum. Elas alimentam-se em grupos, e podem ser encontradas em grupos em troncos de árvores e têm a aparência de excrementos de pássaros.

## Subespécies
As seguintes subespécies são reconhecidas: 
- Catasticta nimbice nimbice (México)
- Catasticta nimbice ochracea (Bates, 1864) (Guatemala)
- Catasticta nimbice bryson Godman & Salvin, [1889] (Costa Rica, Panamá)
- Catasticta nimbice ligata Eitschberger & Racheli, 1998 (Panamá)